# KeyBank Center
Le KeyBank Center (auparavant Crossroads Arena, Marine Midland Arena, HSBC Arena et First Niagara Center) est une salle omnisports située à Buffalo dans l'État de New York. Elle accueille des concerts et est employée régulièrement pour des tournois de basket-ball universitaire.
Depuis 1996, ses locataires sont les Sabres de Buffalo de la Ligue nationale de hockey ainsi que les Buffalo Bandits de la National Lacrosse League. Ce fut également l'ancien domicile des Buffalo Destroyers (ils ont déménagé à Columbus dans l'Ohio), des Buffalo Blizzard et des Buffalo Wings. La salle a une capacité de 19 070 places pour le hockey sur glace, 19 200 pour le basket-ball et 18 500 pour les concerts, puis possède 80 suites de luxe, 5 000 sièges de club et un parking de 1 100 places de stationnement à proximité.

## Histoire
Le KeyBank Center fut utilisé pour la première fois le 21 septembre 1996 (le gala d'ouverture eu lieu le 27 septembre), afin de remplacer le vétuste Buffalo Memorial Auditorium, et il fut dessiné par des architectes de la firme Ellerbe Becket. Son nom original est Crossroads Arena et son coût de construction s'éleva à $127,5 millions de dollars. Cependant, son appellation changea en Marine Midland Arena avant le premier match joué dans l'arène. La Marine Midland Bank, qui a son siège à Buffalo et qui fait partie du groupe HSBC, acheta les droits de nomination en 1996. Le 17 mars 1999, le nom de la salle changea encore et devint HSBC Arena jusqu'en 2011 où elle sera rebaptisée sous le nom de First Niagara Center. La tribune de presse de l'arène est nommée en l'honneur de Ted Darling (mort en 1996), l'ancien "broadcaster" des Sabres de Buffalo.
Le KeyBank Center sert régulièrement pour les matchs de basket-ball universitaire, comme le Championnat NCAA de basket-ball et les tournois masculin de basket-ball de la division Metro Atlantic Athletic Conference (1997, 1999, 2001, 2005). La salle organise également des combats de catch comme le WWE Fully Loaded en 1999, le WCW Fall Brawl en 2000 et le WWE The Great American Bash en 2005. C'était en plus le lieu du NCAA Frozen Four en 2003.
L'amphithéâtre possède la fameuse sirène qu'utilisait l'ancien Buffalo Memorial Auditorium pour signaler un but marqué par les Sabres durant les matchs locaux, pour les partisans, cette sirène représente un symbole dans l'âme des Sabres.
Le 16 novembre 1996, le tableau d'affichage central (JumboTron) de l'arène s'est écroulé sur la patinoire.
Pour la saison 2007-2008 des Sabres, un nouveau tableau d'affichage a été installé. Il dispose de quatre écrans géant vidéo haute définition, entourés par deux rubans DEL de 360 degrés. Sur le bas du tableau est représenté un grand logo des Sabres avec des sabres géants traversant celui-ci. Les poignées des sabres sont éclairées avec par des lumières bleues.

## Événements
- Concert de The Goo Goo Dolls, 28 septembre 1996 (premier concert dans la salle)
- Tournois masculin de basket-ball de la division Metro Atlantic Athletic Conference, 1997, 1999, 2001 et 2005
- Repêchage d'entrée dans la LNH 1998, 27 juin 1998
- WWF Fully Loaded, 25 juillet 1999
- WCW Fall Brawl, 17 septembre 2000
- NCAA Frozen Four, 2003
- WWE The Great American Bash, 24 juillet 2005
- WWE Raw, 17 décembre 2007
- WWE Armageddon, 14 décembre 2008
- Championnat du monde junior de hockey sur glace 2011, 26 décembre 2010 au 5 janvier 2011
- WWE Raw, 28 février 2011
- WWE Night of Champions 2011, 18 septembre 2011
- Rihanna s'y produira le 8 mars 2013 dans le cadre de son Diamonds World Tour.
- WWE Battleground 2013, 6 octobre 2013
- Concert de Lady Gaga (artRAVE : The ARTPOP Ball), 7 juillet 2014
- Repêchage d'entrée dans la LNH 2016, 24 et 25 juin 2016
- Championnat du monde junior de hockey sur glace 2018

## Galerie

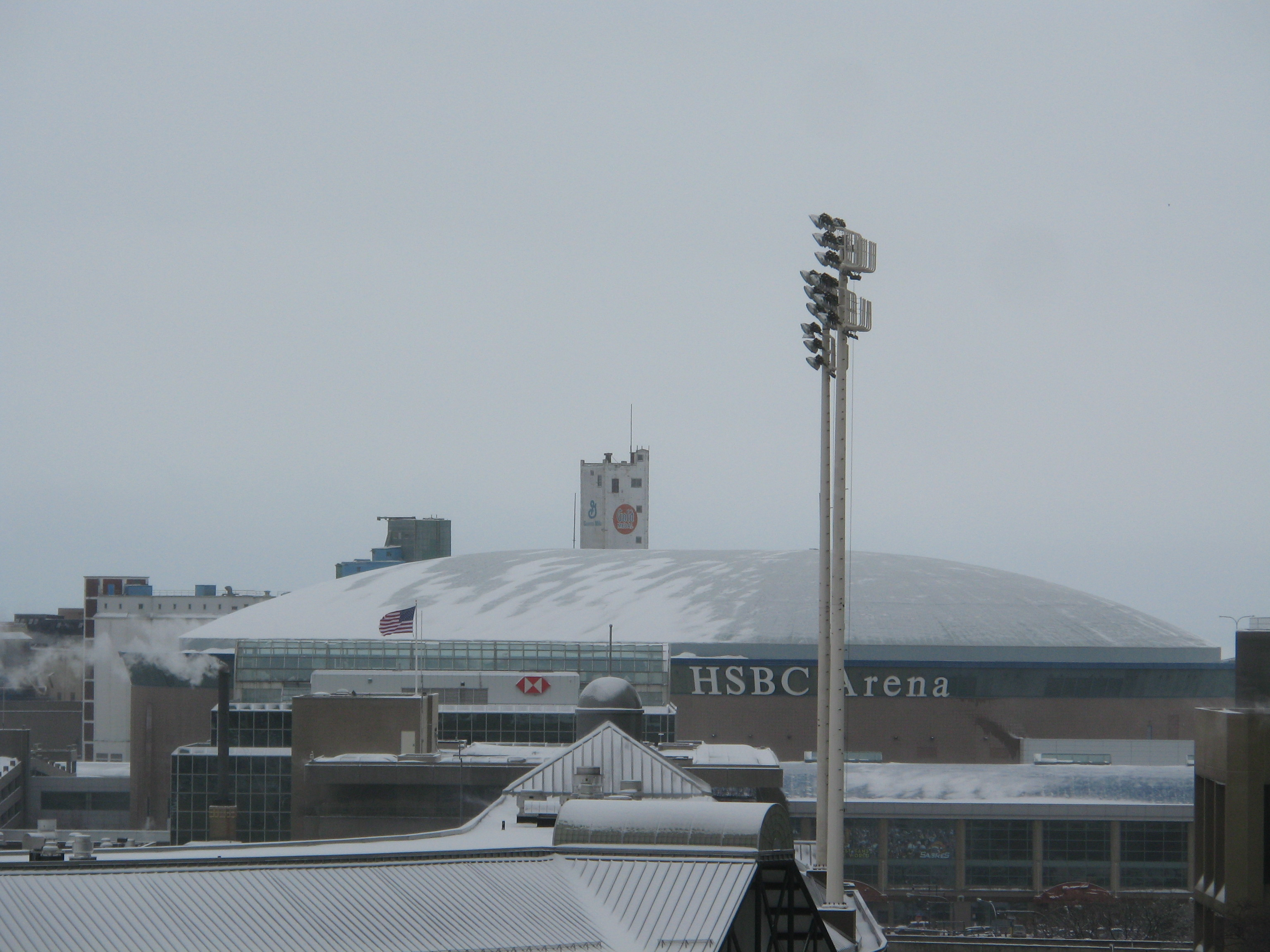
HSBC Arena
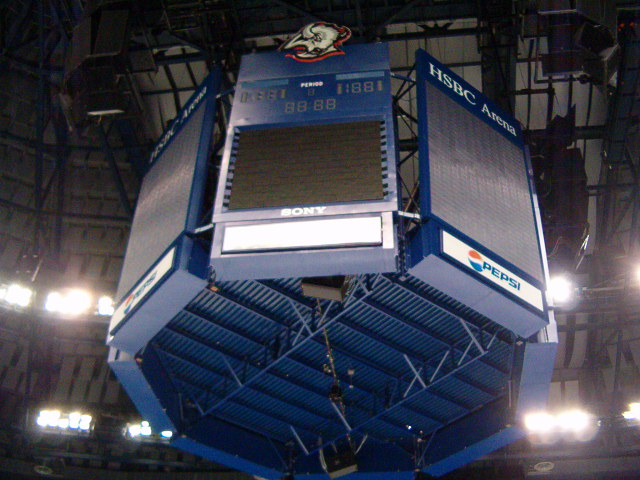
Ancien tableau d'affichage
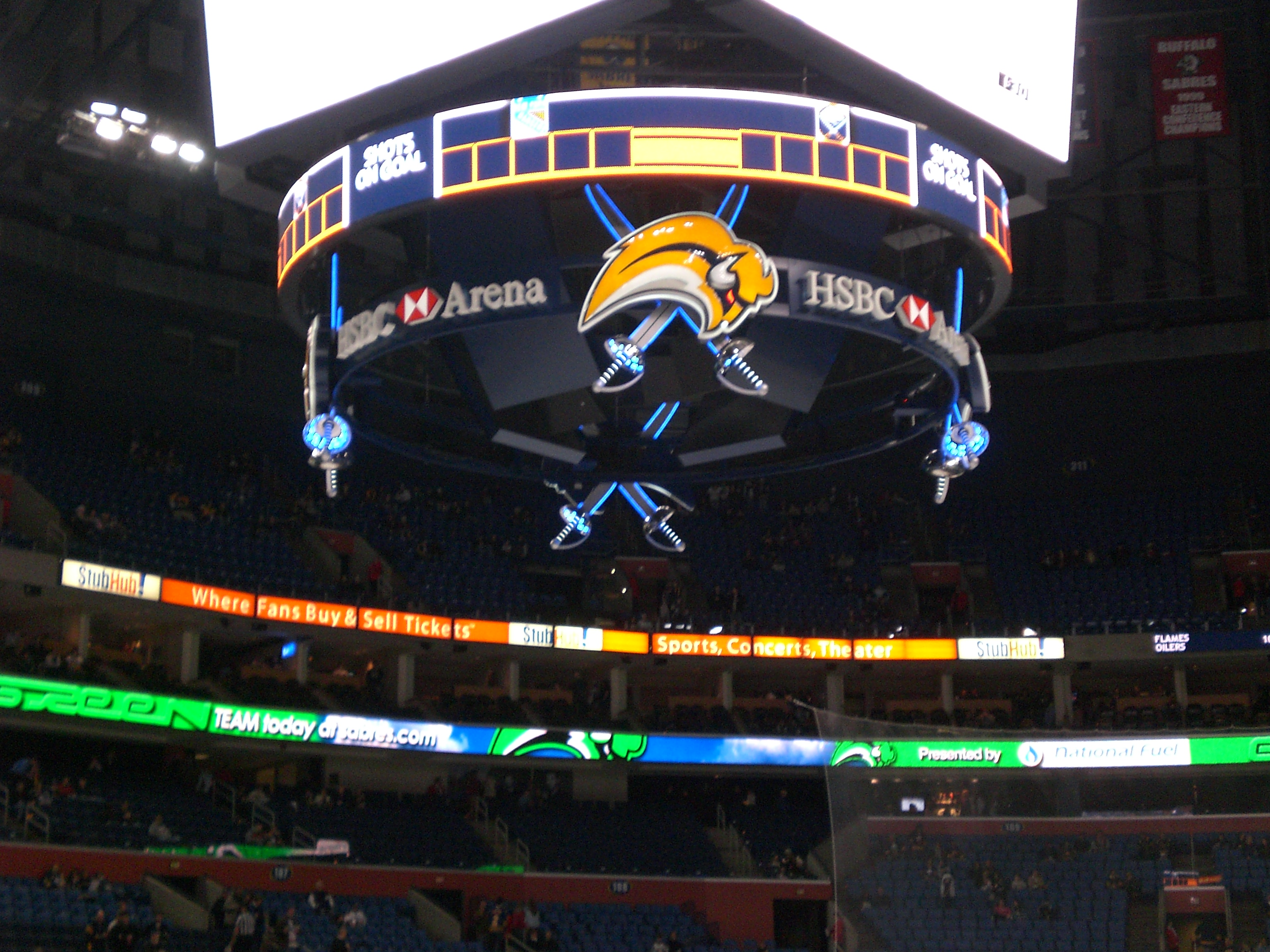
Tableau d'affichage actuel
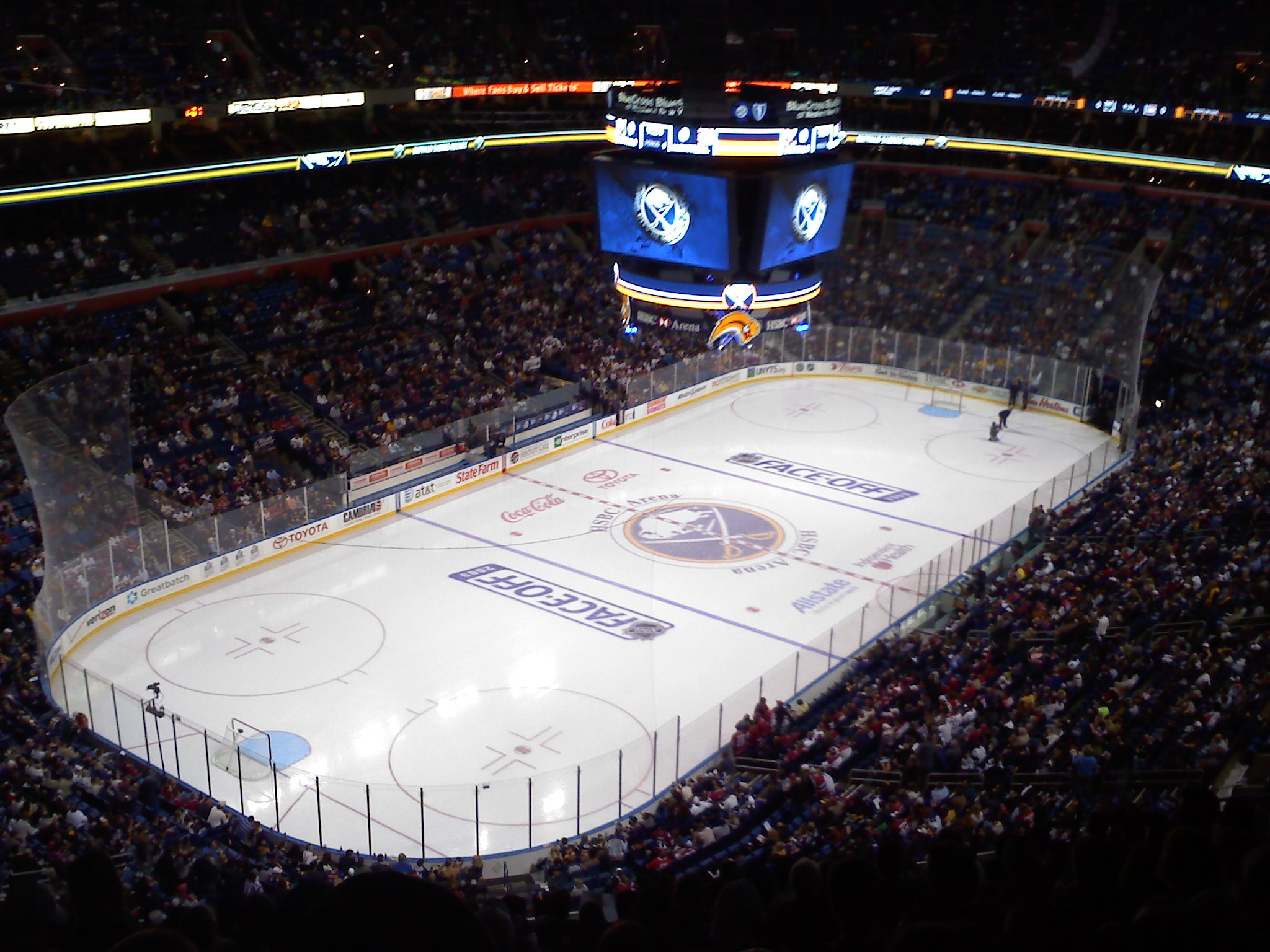
La patinoire
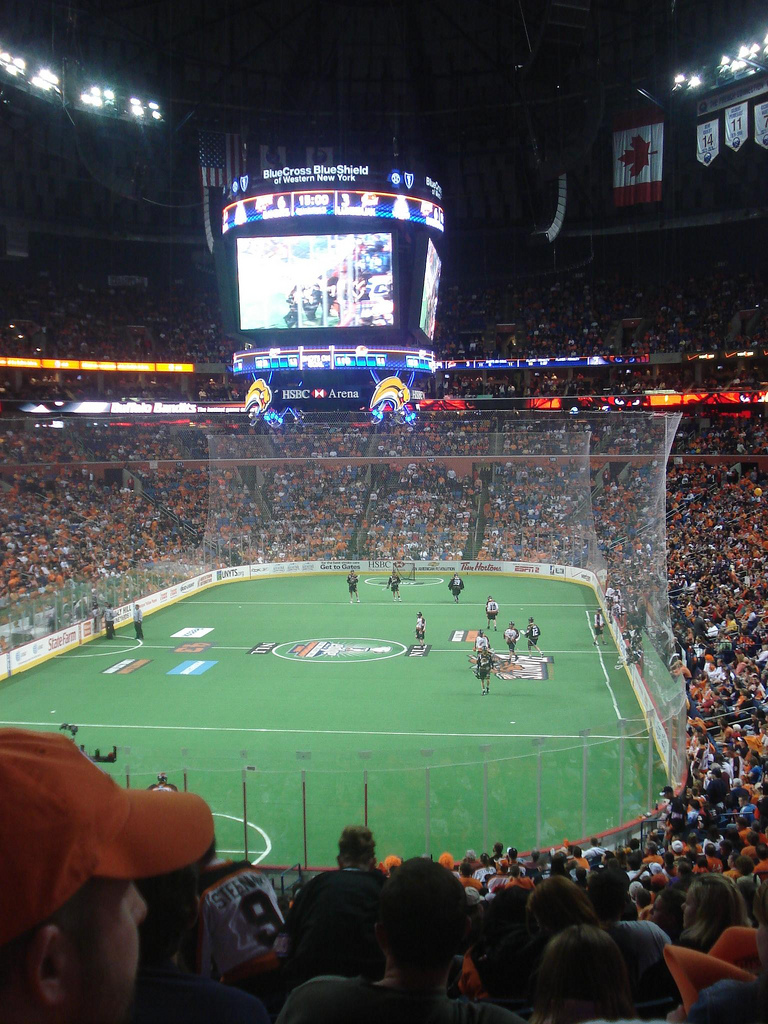
Partie de crosse en enclos
Ancien logo (1999-2011)
Ancien logo (2011-2016)